# Giuseppe Garesio
Giuseppe Garesio (Torino, 22 maggio 1954) è un politico italiano.

## Biografia
Giornalista economico dal 1978, è stato capo ufficio stampa del Ministero delle Finanze e deputato per il PSI alla Camera nel 1992 nell'XI legislatura, eletto nel collegio di Torino, rimanendo in carica fino al 1994.
Successivamente è vicepresidente (con delega allo sviluppo di alleanze e sinergie tra soggetti operanti nel mercato del lavoro) e amministratore delegato di Synergie Italia.